# كوربينيان برغر
كوربينيان برغر (بالألمانية: Korbinian Burger) هو لاعب كرة قدم ألماني في مركز الدفاع، ولد في 27 أبريل 1995 في كام في ألمانيا. لعب مع غرويتر فورت.

## وصلات خارجية
- كوربينيان برغر على موقع قاعدة بيانات كرة القدم.إي يو (الإنجليزية)
- كوربينيان برغر على موقع عالم كرة القدم.نت (الإنجليزية)